# 미네소타 준주
미네소타 준주(Minnesota Territory)는 1849년 3월 3일부터 미국의 32번째 주로 승격되어 미네소타주가 된 1858년 5월 11일까지 약 9년간 존재한 미국 자치적인 영토, 즉 준주이다.

## 개요
미합중국 영토에 대한 상원위원회 의장이었던 민주당의 스티븐 더글러스가 미네소타 준주를 승인하는 법안을 기초했다. 더글러스는 미시시피 계곡 상류의 미래를 구상하고 있었으며, 이 지역이 인접한 준주에 의해 찢어지지 않도록 의욕을 불태웠다. 1846년 더글러스는 아이오와가 북부 경계에 스넬링 요새 및 세인트 안토니 폭포를 넣지 않도록 했다. 1847년, 위스콘신을 설립하는 자들이 세인트폴과 세인트 안토니 폭포를 포함하지 않도록 했다. 1849년 3월 3일, 미네소타 준주는 아이오와 준주와 위스콘신 준주의 나머지 땅에서 설립되었다.
초기 영역은 아이오와 준주에서 분리되어 현재 미네소타의 영역과 미주리 강 동쪽, 이후 다코타 준주가 된 공간의 대부분을 포함했다. 또한 위스콘신으로 편입되지 않았던 위스콘신 준주의 일부, 애로우헤드 지역을 포함한 미시시피강 및 위스콘신 사이의 영역도 포함했다.
준주가 만들어졌을 때 세인트폴, 세인트 안토니(현재는 미니애폴리스의 일부) 및 스틸 워터의 3개 도시가 있었다. 준주의 주요 시설이 세 도시에 분할되었다. 세인트폴은 연합 주도가 되었고, 미니애폴리스에는 미네소타 대학이, 스틸 워터는 미네소타 준주 교도소로 선정되었다.

## 주지사
휘그당의 알렉산더 램지가 미네소타 준주의 초대 주지사가 되었고, 민주당의 헨리 헤이스팅스, 시부리가 미국 의회에 대한 준주 대의원이 되었고, 세인트폴과 세인트 안토니의 인구는 증가했다. 1853년에 시부리와 번갈아 가며 준주 대의원이 된 헨리 M. 라이스는 미네소타의 이익을 진흥시키는 것을 의회에 촉구했다. 세인트폴과 슈피리어호를 연결하고, 세인트폴 및 일리노이 센트럴 철도를 연결하기 위해 철도 건설에 대한 로비 활동을 했다.
| # | 주지사             | 주지사 | 취임           | 이임           | 정당   |
| - | ------------------ | ------ | -------------- | -------------- | ------ |
| 1 | 알렉산더 램지      |        | 1849년6월 1일  | 1853년5월 15일 | 휘그당 |
| 2 | 윌리스 아놀드 고만 |        | 1853년5월 15일 | 1857년4월 23일 | 민주당 |
| 3 | 새뮤얼 매더리      |        | 1857년4월 23일 | 1858년5월 24일 | 민주당 |